# Starr County
Das Starr County ist ein County im Bundesstaat Texas der Vereinigten Staaten. Das U.S. Census Bureau hat bei der Volkszählung 2020 eine Einwohnerzahl von 65.920 ermittelt. Der Verwaltungssitz (County Seat) ist Rio Grande City.

## Geographie
Das County liegt im Süden von Texas, grenzt im Südwesten an Mexiko und ist im Osten etwa 80 km vom Golf von Mexiko entfernt. Es hat eine Fläche von 3184 Quadratkilometern, wovon 16 Quadratkilometer Wasserfläche sind. Es grenzt im Uhrzeigersinn an folgende Countys: Jim Hogg County, Brooks County, Hidalgo County und Zapata County.

## Geschichte
Im 17. Jahrhundert zogen die spanischen Entdecker Jacinto García de Sepulveda und Alonso de León entlang des Rio Grande durch das heutige County. Starr County wurde 1848 aus Teilen des Nueces County gebildet. Im Jahr 1747 folgte ihnen Miguel de la Garza Falcón, der die Gegend als unbewohnbar bewertete. Dennoch entstanden zwei Jahre später unmittelbar südlich des Countys zwei Siedlungen zur Kolonisierung unter der Führung von José de Escandón. Nach der texanischen Revolution war die Gegend zwischen der Republik Texas und Mexiko umstritten.
Nach dem Ende des Mexikanisch-Amerikanischen Kriegs wurde das County am 26. Oktober 1848 aus Teilen des Nueces County gebildet. Benannt wurde es nach James Harper Starr, dem früheren Finanzminister der Republik Texas und Verfechter des Eintritts von Texas in die Vereinigten Staaten.

## Demografische Daten

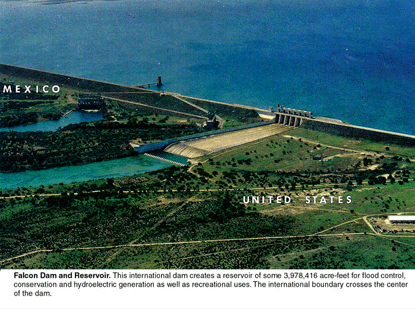
Der Falcon-Damm, zwischen Mexiko und den Vereinigten Staaten

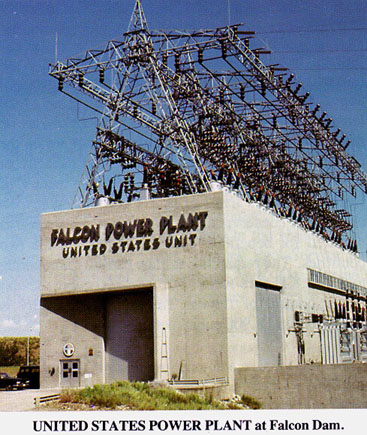
Das Falcon-Damm-Kraftwerk

Nach der Volkszählung im Jahr 2000 lebten im Starr County 53.597 Menschen in 14.410 Haushalten und 12.666 Familien. Die Bevölkerungsdichte betrug 17 Einwohner pro Quadratkilometer. Ethnisch betrachtet setzte sich die Bevölkerung zusammen aus 87,92 Prozent Weißen, 0,15 Prozent Afroamerikanern, 0,25 Prozent amerikanischen Ureinwohnern, 0,28 Prozent Asiaten, 0,04 Prozent Bewohnern aus dem pazifischen Inselraum und 9,91 Prozent aus anderen ethnischen Gruppen; 1,46 Prozent stammten von zwei oder mehr Ethnien ab. 97,54 Prozent der Einwohner waren spanischer oder lateinamerikanischer Abstammung.
Von den 14.410 Haushalten hatten 54,7 Prozent Kinder oder Jugendliche, die mit ihnen zusammen lebten. 66,5 Prozent waren verheiratete, zusammenlebende Paare, 17,4 Prozent waren allein erziehende Mütter und 12,1 Prozent waren keine Familien. 11,3 Prozent waren Singlehaushalte und in 5,9 Prozent lebten Menschen im Alter von 65 Jahren oder darüber. Die durchschnittliche Haushaltsgröße betrug 3,69 und die durchschnittliche Familiengröße betrug 4,01 Personen.
37,4 Prozent der Bevölkerung war unter 18 Jahre alt, 11,0 Prozent zwischen 18 und 24, 27,1 Prozent zwischen 25 und 44, 16,3 Prozent zwischen 45 und 64 und 8,2 Prozent waren 65 Jahre alt oder älter. Das Durchschnittsalter betrug 26 Jahre. Auf 100 weibliche Personen kamen 94,2 männliche Personen und auf 100 Frauen im Alter von 18 Jahren oder darüber kamen 88,1 Männer.
Das jährliche Durchschnittseinkommen eines Haushalts betrug 16.504 USD, das Durchschnittseinkommen einer Familie betrug 17.556 USD. Männer hatten ein Durchschnittseinkommen von 17.398 USD, Frauen 13.533 USD. Das Prokopfeinkommen betrug 7.069 USD. 47,4 Prozent der Familien und 50,9 Prozent der Einwohner lebten unterhalb der Armutsgrenze.

## Kultur und Sehenswürdigkeiten

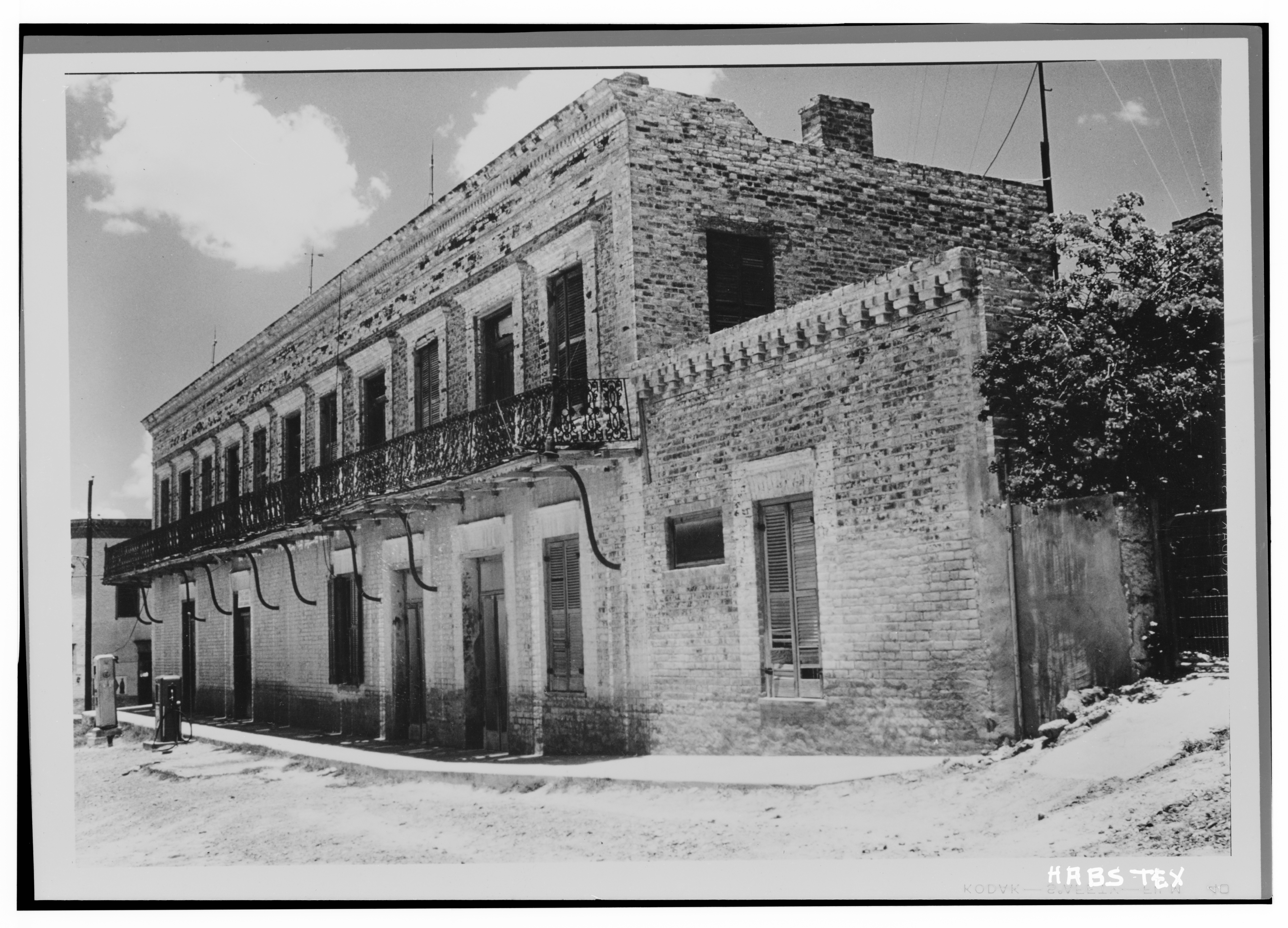
Manuel Guerra Residence and Store im Roma Historic District (1961). Dieser historische Bezirk ist seit November 1993 ein National Historic Landmark.

Neun Bauwerke und historische Bezirke (Historic District) sind im National Register of Historic Places („Nationales Verzeichnis historischer Orte“; NRHP) eingetragen (Stand 3. Januar 2022), wobei der Roma Historic District den Status eines National Historic Landmarks („Nationales historisches Wahrzeichen“) hat.

## Städte und Gemeinden
- Delmita
- El Centro
- El Sauz
- Escobares
- Falcon
- Falcon Heights
- Falcon Village
- Fort Ringgold
- Fronton
- Garceno
- Garciasville
- Grulla
- La Casita
- La Gloria
- La Reforma
- Los Saenz
- Rincon
- Rio Grande
- Rio Grande City
- Roma
- Salineno
- San Isidro
- Santa Catarina
- Santa Elena
- Villareales